# Surján-patak
Surján-patak är ett vattendrag i Ungern.   Det ligger i provinsen Somogy, i den västra delen av landet, 150 km sydväst om huvudstaden Budapest.